# Syke
Syke é uma cidade da Alemanha localizada no distrito de Diepholz, estado de Baixa Saxônia.